# Liste de pèlerinages chrétiens
Les principaux pèlerinages chrétiens sont :
- Jérusalem et d'autres lieux de la Terre sainte (essentiellement Israël et Cisjordanie)
- Rome (Italie et Vatican)
- Lourdes (France)
- Fatima (Portugal)
- Guadalupe (Mexique)
- Saint-Jacques-de-Compostelle (Espagne)
- Chartres (France)
- Mont Saint-Michel (France).

Parmi les pèlerinages catholiques, on peut retenir un certain nombre de pèlerinages dédiés à la Vierge Marie, nommés pèlerinages mariaux. Il existe aussi nombre de pèlerinages orthodoxes comme à saint Serge de Radonège à la Trinité-Saint-Serge, près de Moscou.

## Allemagne
- Aix-la-Chapelle
- Hoher Peissenberg
- Neviges
- Vierzehnheiligen
- Wieskirche
- Cologne
- Kevelaer
- Sanctuaire de Notre-Dame d'Altötting

## Autriche
- Mariazell

## Belgique
- Beauraing
- Banneux
- Basse-Wavre Grand Tour - Sanctuaire :  - Pèlerinage :
- Berzée
- Moresnet-Chapelle

## Bosnie-Herzégovine
- Međugorje (dans ce cas précis, les pèlerinages diocésains officiels sont interdits, mais sont autorisés les pèlerinages à titre privé)

## Brésil
- Basilique Notre-Dame d'Aparecida (État de São Paulo)
- Círio de Nazaré, à Belém (Pará)

## Bulgarie
- Monastère de Rila
- Monastère de Batchkovo

La Cathédrale Saint-Alexandre-Nevski de Sofia

- Cathédrale Saint-Alexandre-Nevski de Sofia
- Monastère de Troyan

## Canada
- Ermitage Saint-Antoine, Lac-Bouchette, Québec
- Basilique Sainte-Anne-de-Beaupré, Québec, Québec
- Sanctuaire Notre-Dame-Du-Cap, Trois-Rivières, Québec
- Oratoire Saint-Joseph du Mont-Royal, Montréal, Québec
- Sanctuaire des martyrs canadiens, Midland, Ontario

## Côte d'Ivoire
- Basilique Notre Dame de la Paix de Yamoussoukro

## Espagne

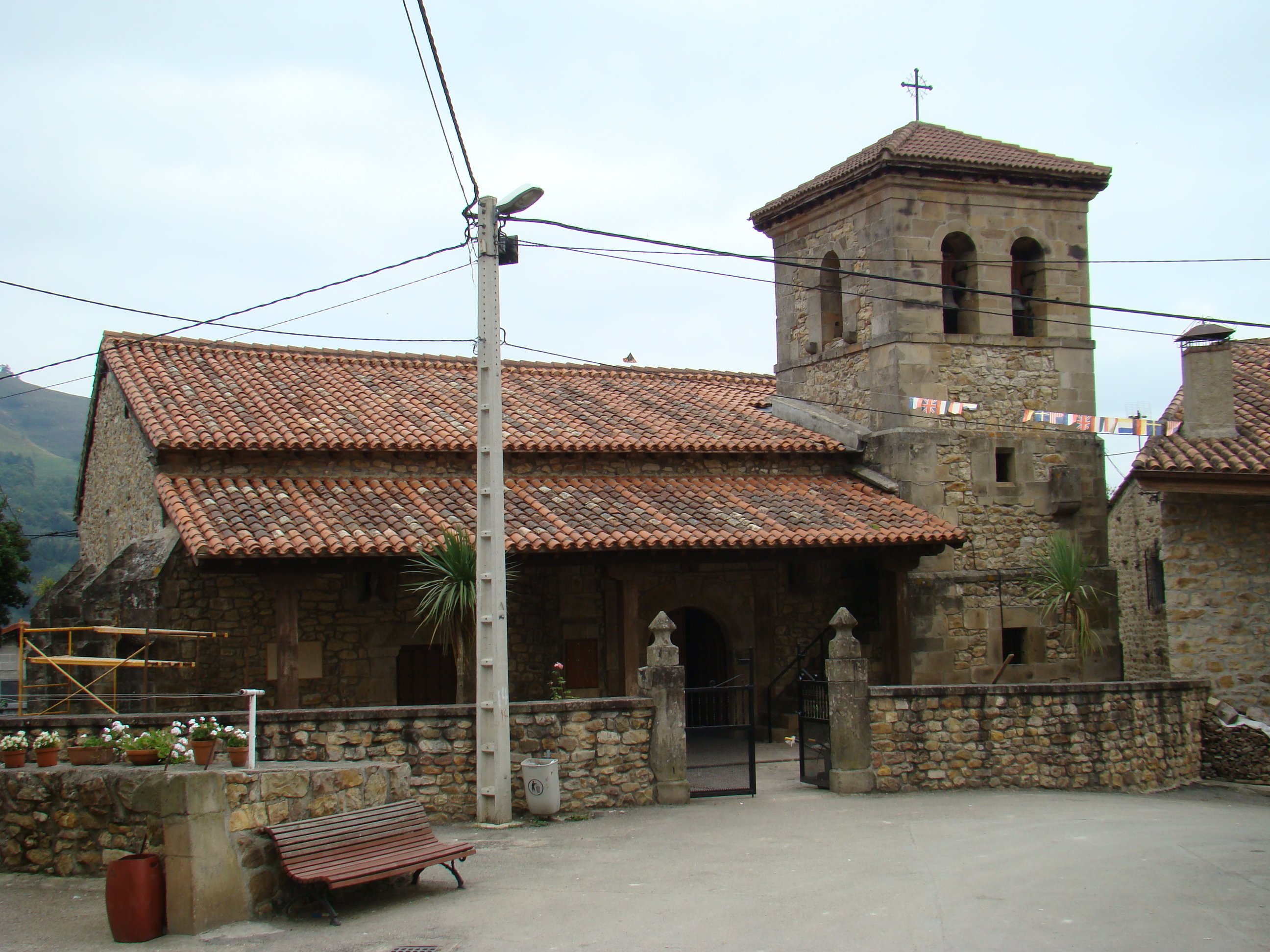
San Sebastián de Garabandal.

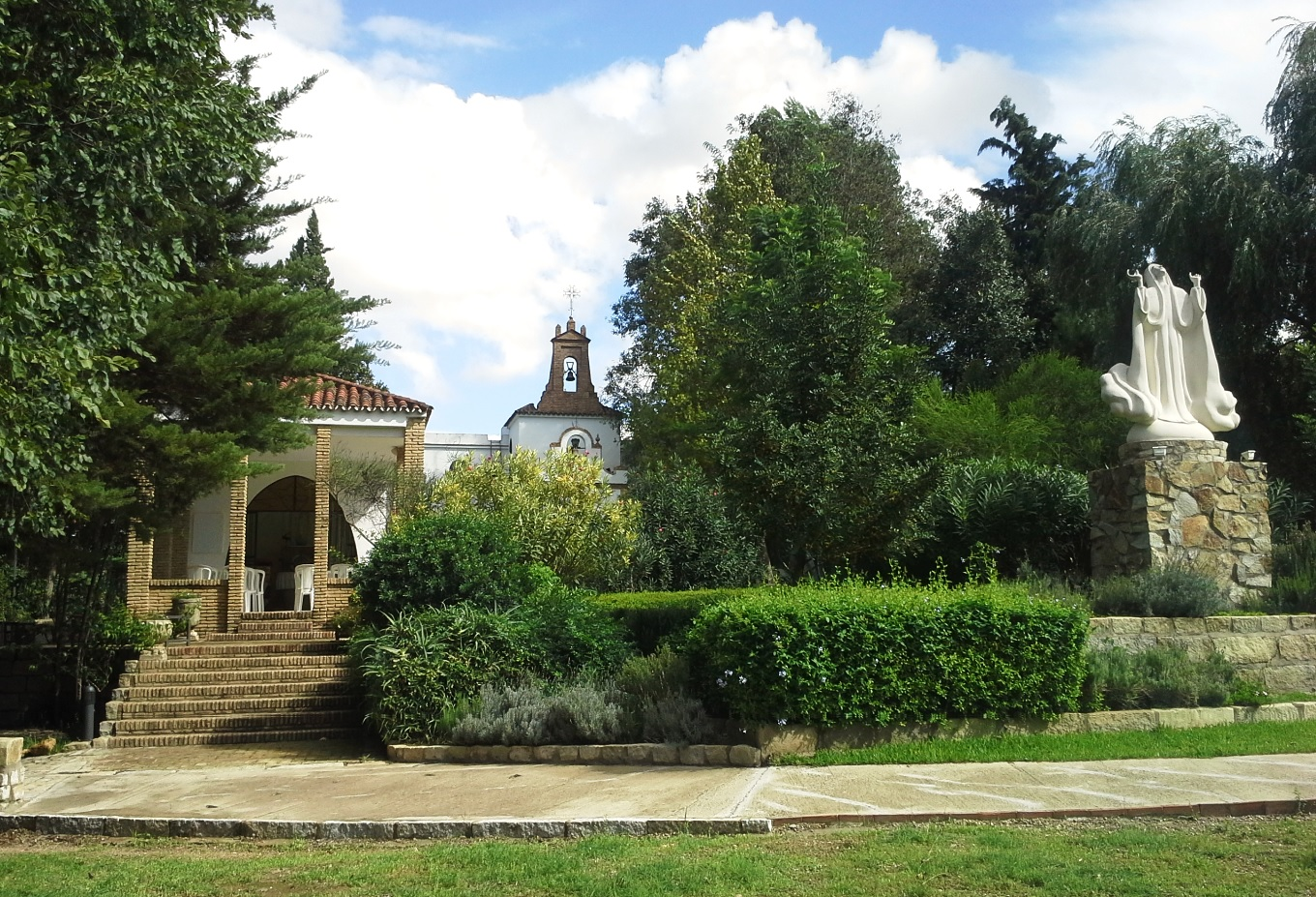
Sanctuaire de Notre-Dame des Grâces de Onuva, La Puebla del Río.

- Basilique Notre-Dame-du-Pilier de Saragosse
- Chapelle et sanctuaire des apparitions de Pontevedra
- Grotte-Sanctuaire de Notre-Dame de Covadonga
- Basilique de la Candelaria à Tenerife
- Ermitage de la Vierge del Rocío à El Rocío
- Maison de Notre-Dame des Douleurs de Umbe
- Monastère de Santo Toribio de Liébana
- Sanctuaire de Notre-Dame des Douleurs de Chandavila
- Sanctuaire de Notre-Dame d'Esperance de Calasparra
- Sanctuaire de Notre-Dame du Mont Carmel de Garabandal
- Sanctuaire de Notre-Dame-des-Grâces de Onuva
- Sanctuaire de Saint-Jacques de Compostelle
- Sanctuaire du Saint Christ de l'Agonie de Limpias
- Sainte Croix de Caravaca
- Sanctuaire de Torreciudad
- Sanctuaire de la Mare de Déu de Montserrat
- Sanctuaire et monastère de Lluc, à Majorque

## France

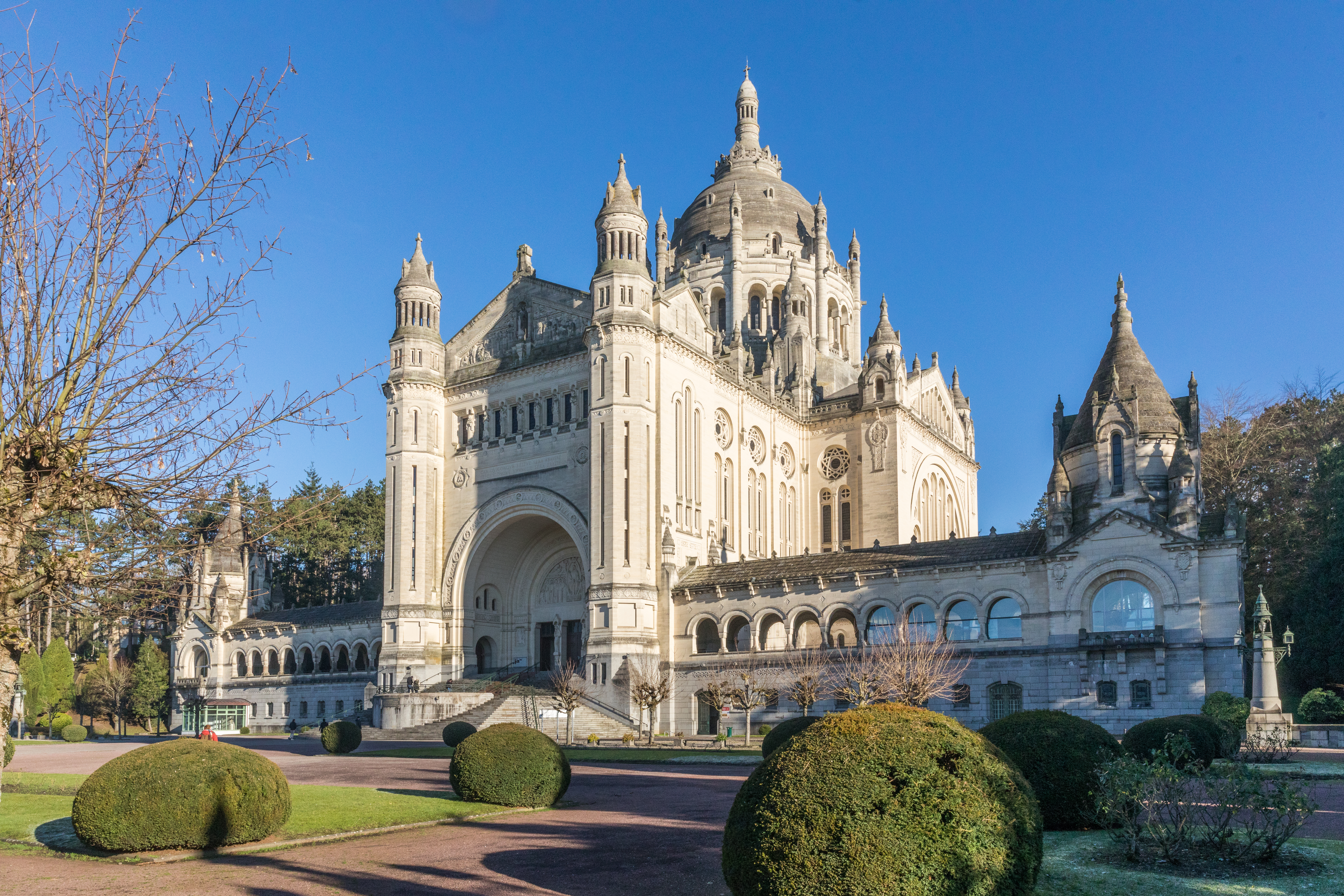
Basilique de Lisieux.

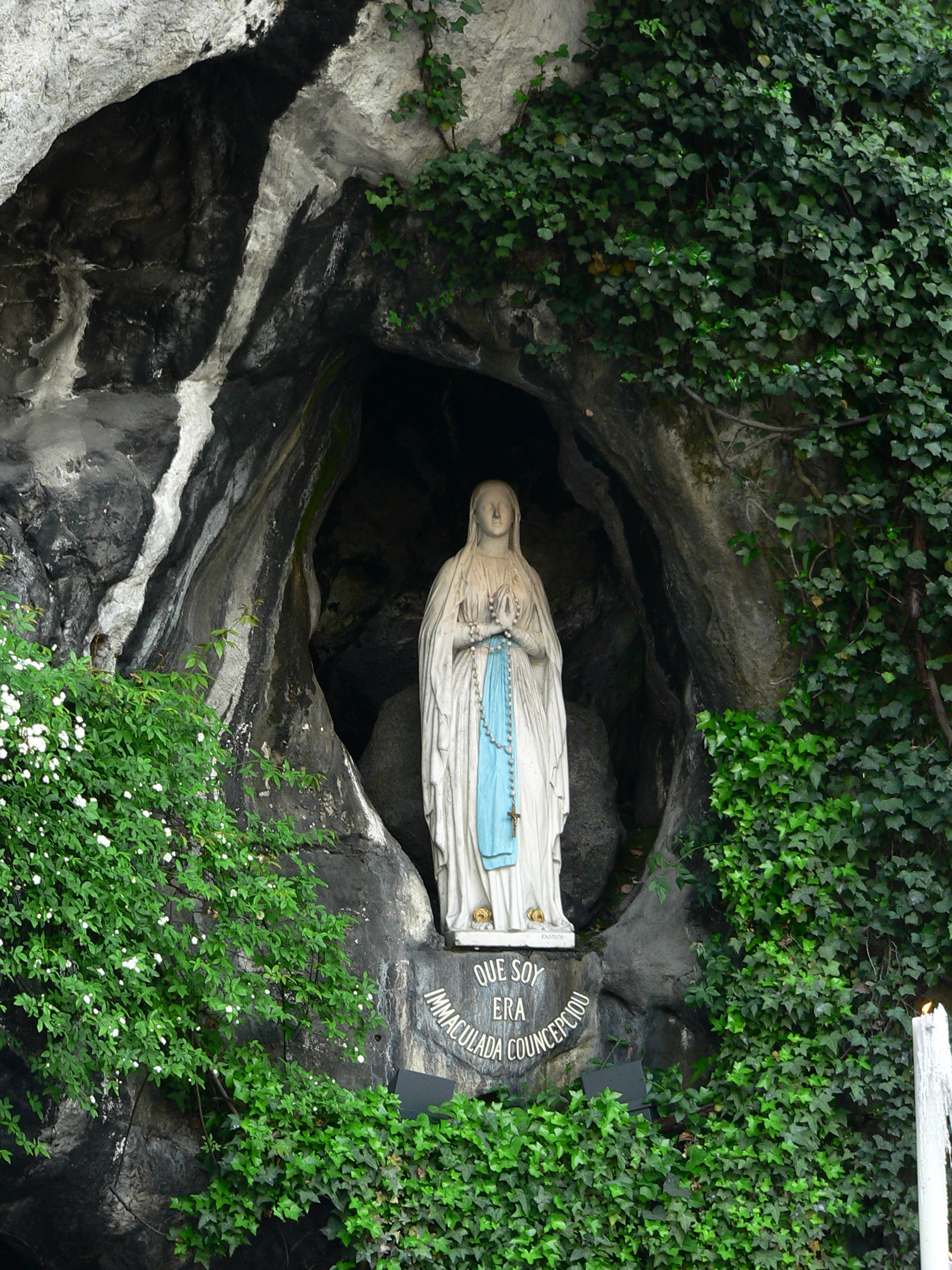
Notre-Dame de Lourdes dans la Grotte de Massabielle.

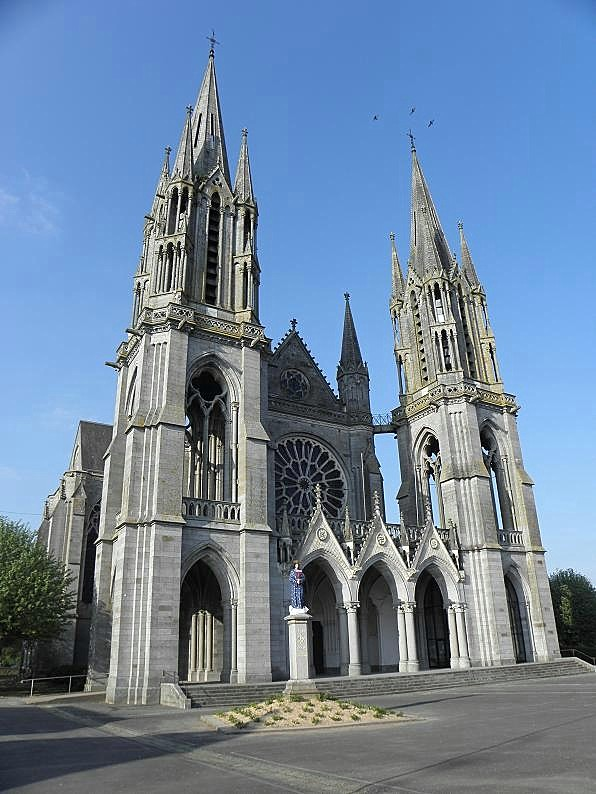
Basilique Notre-Dame de Pontmain.

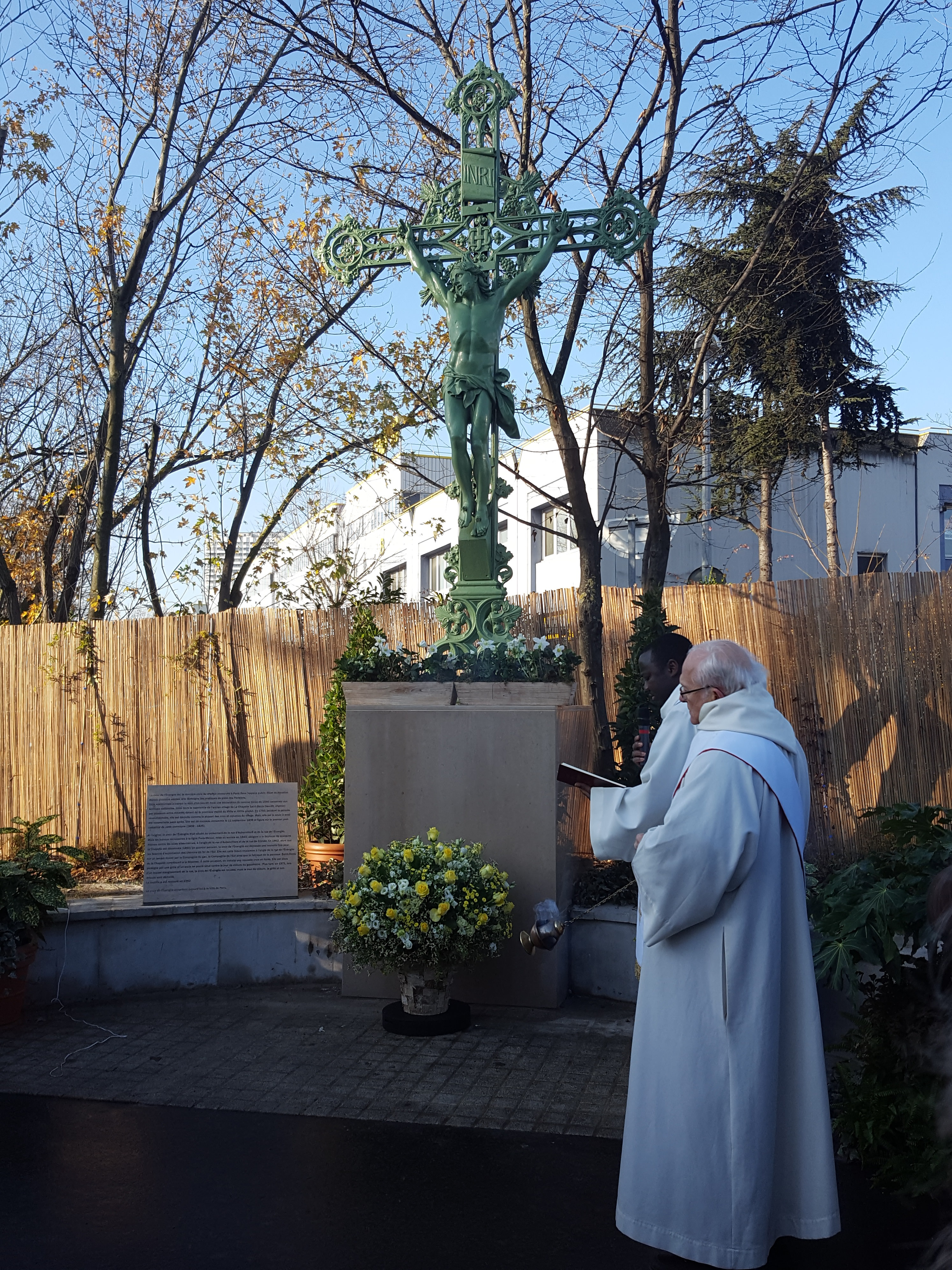
Croix de l'Évangile, à Paris.

Les principaux pèlerinages religieux sont : Lourdes, Lisieux, Les-Saintes-Maries-de-la-Mer, Conques (halte sur la route de Compostelle), Paray-le-Monial (lieu de rassemblement). Ce sont aussi des lieux touristiques.
- Alençon
- Ars-sur-Formans
- Aubervilliers, avec le pèlerinage de Notre-Dame-des-Vertus[1],[2]
- Avioth
- Basilique de Saint-Denis et ses montjoies
- Boulogne-sur-Mer
- La Chapelle-Montligeon
- Chapias
- Chartres
- Clichy-sous-Bois, pèlerinage de Notre-Dame-des-Anges[3],[4],[5]
- Colline de Natzy
- Conques
- Cotignac
- Cudot
- Douvres-la-Délivrande
- Lalouvesc
- L'Ile Bouchard
- Lisieux (2e pèlerinage de France)
- Lourdes (1er pèlerinage de France)
- Moncourt
- Mont Saint-Michel
- Mont Sainte Odile
- Neuvizy
- Nevers
- Neunkirch
- Le Puy-en-Velay
- La Salette
- Nîmes, sanctuaire Notre-Dame de Santa-Cruz
- Notre-Dame du Laus
- Pancheraccia
- Paray-le-Monial
- Paris, avec la basilique du Sacré-Coeur, la chapelle Notre-Dame de la Médaille-miraculeuse, la basilique Notre-Dame-des-Victoires, pour Louis et Zélie Martin, ainsi que la Croix de l'Évangile, pèlerinage populaire francilien face à la dernière croix de chemin située dans l'espace public parisien.
- Pellevoisin
- Pibrac
- Pontmain
- Rocamadour
- Rochefort-en-Terre, Église Notre-Dame-de-la-Tronchaye.
- Sainte-Anne-d'Auray
- Saint-Claude
- Saint-Maur-des-Fossés, pèlerinage de Notre-Dame des Miracles
- Saint-Maximin-la-Sainte-Baume
- Les Saintes-Maries-de-la-Mer
- Pèlerinage de Saint-Denis qui se termine à la basilique de Saint-Denis
- Saint-Sernin de Toulouse
- Thierenbach
- Tours (avec la basilique Saint-Martin de Tours qui est le principal pèlerinage chrétien au Ve siècle et le Concile de Chalon en 813 qui lui donne la même importance que celui de Rome[6])
- Tour du Saint-Cordon à Valenciennes
- Tro Breizh (tour de Bretagne)
- Troménies
- Vézelay

## Inde
- Mylapore : Basilique Saint-Thomas de Chennai
- Velankanni : Basilique Notre-Dame de la Bonne Santé

## Irlande
- Lough Derg : Purgatoire de saint Patrick
- Sanctuaire de Notre-Dame de Knock
- Croagh Patrick

## Palestine
- Jérusalem et la Terre sainte (Bethléem, Nazareth, etc.)

## Italie et Vatican
- Rome : Basilique Saint-Pierre
- Rome : Basilique Saint-Paul-hors-les-Murs
- Rome : Basilique Saint-Jean-de-Latran
- Rome : Basilique Sainte-Marie-Majeure
- Rome : Sanctuaire de la Vierge de la Révélation de Tre Fontane
- Assise : 2e pèlerinage d'Italie après Rome
- Cascia : Basilique Sainte-Rita de Cascia
- Padoue : Basilique de saint Antoine de Padoue (ou Lisbonne)
- Sainte Maison de Lorette : le plus important pèlerinage d’Occident du XVI° au XVIIIe siècle
- San Giovanni Rotondo: Sanctuaire de Padre Pio de Pietrelcina
- Monte Gargano : Sanctuaire de l'archange Saint Michel
- Sacri Monti

## Lituanie

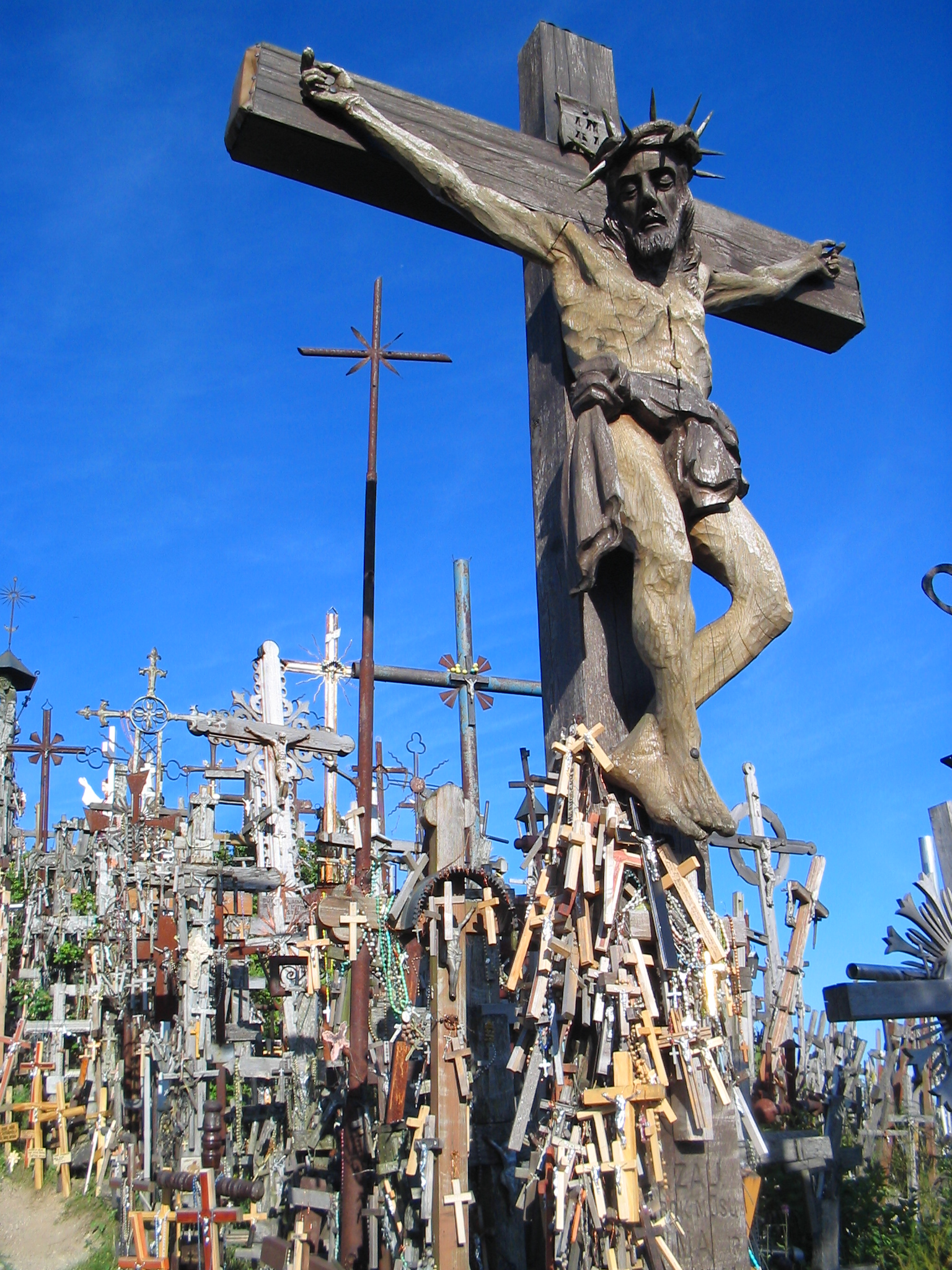
Colline des Croix

- Colline des Croix
- Žemaičių Kalvarija (Samogitie)
- Porte de l'Aurore

## Monténégro
- Ostrog

## Pays-Bas

La Mère douloureuse de Warfhuizen

- Bois-le-Duc
- Handel
- Heiloo
- Maastricht
- Ommel
- Warfhuizen

## Pérou
- Qoyllurit'i

## Pologne
- Częstochowa
- Trzebnica
- Wambierzyce

## Portugal

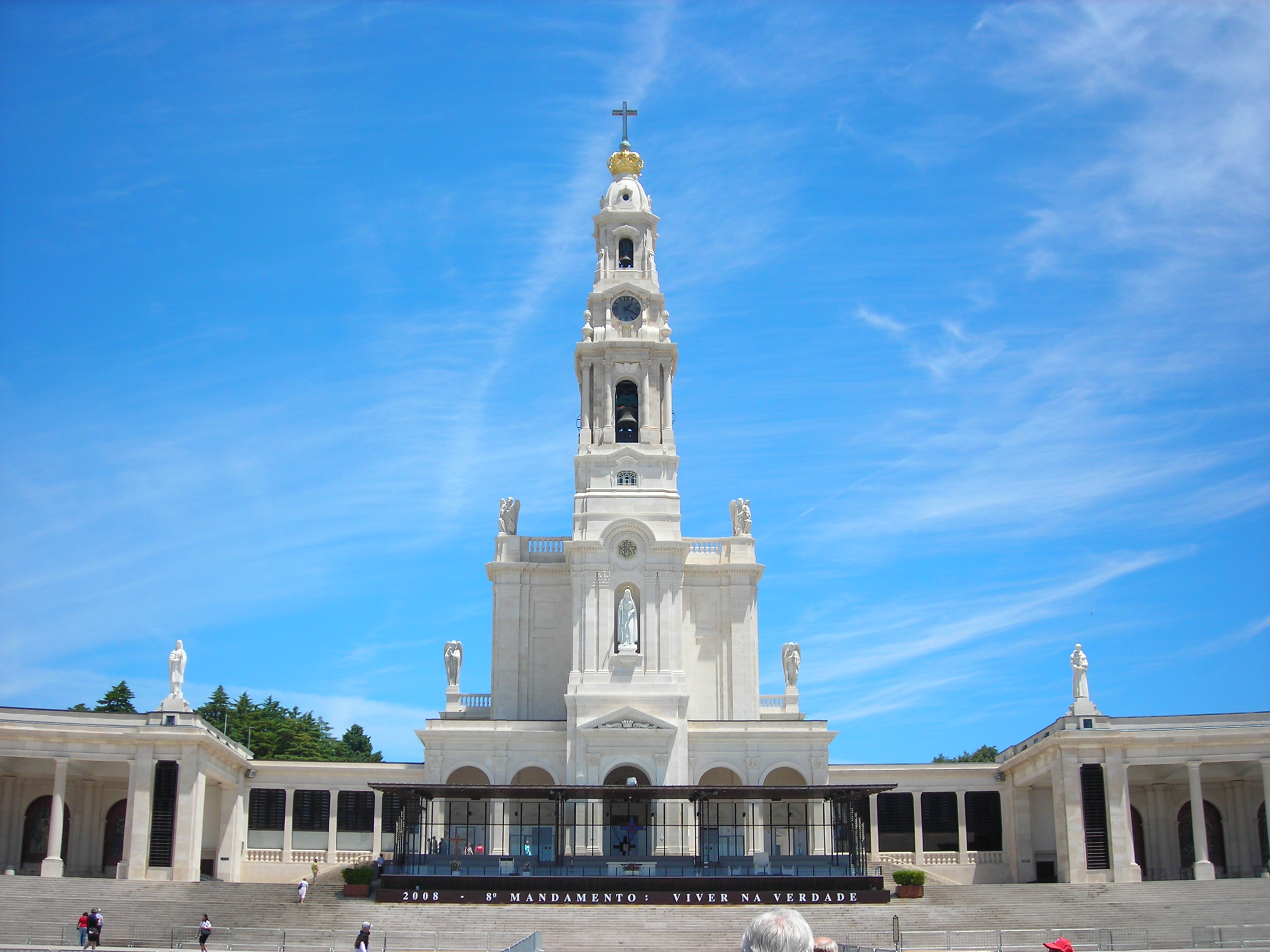
Sanctuaire de Fatima

- Sanctuaire du Christ-Roi, à Almada
- Sanctuaire de Notre-Dame de Fatima, à Fátima
- Sanctuaire du Sacré-Cœur de Jésus à Ermesinde
- Sanctuaire de la bienheureuse Alexandrina à Balazar (Póvoa de Varzim)
- Fête du Seigneur Saint Christ des Miracles, Île de Saint-Michel (Açores)
- Église du Très Sainte Miracle Eucharistique, à Santarém
- Sanctuaire de Notre-Dame de Lapa à Sernancelhe
- Sanctuaire de Notre-Dame de Sameiro à Braga
- Tombeau d'Alexandrina de Balazar, à  Balazar

## Royaume-Uni
- Canterbury

## Sénégal
- Basilique Notre-Dame-de-la-Délivrande, à Popenguine-Ndayane

## Slovaquie
- Turzovka : sanctuaire dédié aux apparitions mariales de Turzovka

## Suisse
- La Pierraz
- Notre-Dame de l'Epine (Berlens)
- Notre-Dame des Marches (Broc)
- Sanctuaire marial de Ziteil